# Campeonato Paraense de Futebol de 2001
O Campeonato Paraense de Futebol de 2001 foi a 89º edição da divisão principal do campeonato estadual do Pará. O campeão foi o Paysandu que conquistou seu 39º título na história da competição. O Remo foi o vice-campeão. O artilheiro do campeonato foi Rato, jogador do Tuna Luso, com 12 gols marcados.

## Classificação

### 1ª fase (Taça ACLEP)
| Taça ACLEP de 2001          |
| Belém                       |
| --------------------------- |
| Carajás Campeão (1º título) |

## 2ª Fase

### Participantes
| Equipe          | Cidade          | Em 2000              | Estádio            | Capacidade | Títulos (mais recente) | Part. |
| --------------- | --------------- | -------------------- | ------------------ | ---------- | ---------------------- | ----- |
| Águia de Marabá | Marabá          | 5º (Fase Principal)  | Zinho de Oliveira  | 5.000      | 0 (não possui)         | 3     |
| Bragantino      | Bragança        | 1º (Segunda Divisão) | Diogão             | 5.000      | 0 (não possui)         | 8     |
| Carajás         | Outeiro (Belém) | 6º (Fase Principal)  | Ilha de Outeiro    | 5 000      | 0 (não possui)         | 2     |
| Castanhal       | Castanhal       | 2º (Fase Principal)  | Modelão            | 7.500      | 0 (não possui)         | 7     |
| Paysandu        | Belém           | 1º (Fase Principal)  | Curuzu             | 16.200     | 38 (2000)              | 85    |
| Pedreira        | Belém           | 2º (Segunda Divisão) | Baenão             | 12.000     | 0 (não possui)         | 3     |
| Remo            | Belém           | 7º (Fase Principal)  | Baenão             | 12.000     | 38 (1999)              | 85    |
| São Raimundo-PA | Santarém        | 4º (Fase Principal)  | Colosso do Tapajós | 16.000     | 0 (não possui)         | 4     |
| Tiradentes-PA   | Belém           | 11º (Fase Principal) | Souza              | 5.000      | 0 (não possui)         | 26    |
| Tuna Luso       | Belém           | 3º (Fase Principal)  | Souza              | 5.000      | 10 (1988)              | 67    |

## Final do campeonato
Primeiro jogo
| 30 de junho | Paysandu | 4 – 0 | Remo |  |
|             |          |       |      |  |

Segundo jogo
| 4 de julho | Remo | 0 – 0 | Paysandu |  |
|            |      |       |          |  |

## Premiação
| Campeonato Paraense de 2001     |
| Belém                           |
| ------------------------------- |
| Paysandu Bicampeão (39º título) |